# Lista di asteroidi (795001-796000)
Di seguito una lista di asteroidi dal numero 795001  al 796000 con data di scoperta e scopritore.

## 795001–795100
| Nome   | Designazione provvisoria | Data di scoperta  | Scopritore          |
| ------ | ------------------------ | ----------------- | ------------------- |
| 795001 | 2007 UY134               | 16 ottobre 2007   | Spacewatch          |
| 795002 | 2007 UB135               | 30 ottobre 2007   | Mount Lemmon Survey |
| 795003 | 2007 UJ147               | 18 ottobre 2007   | Spacewatch          |
| 795004 | 2007 UD150               | 24 marzo 2014     | Pan-STARRS          |
| 795005 | 2007 UC151               | 18 giugno 2010    | Mount Lemmon Survey |
| 795006 | 2007 UA152               | 18 ottobre 2007   | Mount Lemmon Survey |
| 795007 | 2007 US155               | 21 ottobre 2007   | Spacewatch          |
| 795008 | 2007 UT155               | 30 ottobre 2007   | Spacewatch          |
| 795009 | 2007 UM158               | 30 ottobre 2007   | Spacewatch          |
| 795010 | 2007 UH159               | 16 ottobre 2007   | Spacewatch          |
| 795011 | 2007 UB161               | 18 ottobre 2007   | Spacewatch          |
| 795012 | 2007 UN161               | 16 ottobre 2007   | Mount Lemmon Survey |
| 795013 | 2007 UX161               | 21 ottobre 2007   | Mount Lemmon Survey |
| 795014 | 2007 UF162               | 18 ottobre 2007   | Mount Lemmon Survey |
| 795015 | 2007 UO162               | 18 ottobre 2007   | Spacewatch          |
| 795016 | 2007 UE165               | 16 ottobre 2007   | Mount Lemmon Survey |
| 795017 | 2007 UH165               | 16 ottobre 2007   | Mount Lemmon Survey |
| 795018 | 2007 UL165               | 30 ottobre 2007   | Mount Lemmon Survey |
| 795019 | 2007 UA166               | 21 ottobre 2007   | Mount Lemmon Survey |
| 795020 | 2007 VM16                | 1 novembre 2007   | Mount Lemmon Survey |
| 795021 | 2007 VY16                | 10 ottobre 2007   | Spacewatch          |
| 795022 | 2007 VT21                | 2 novembre 2007   | Mount Lemmon Survey |
| 795023 | 2007 VY21                | 12 ottobre 2007   | Mount Lemmon Survey |
| 795024 | 2007 VX33                | 2 novembre 2007   | Spacewatch          |
| 795025 | 2007 VN37                | 2 novembre 2007   | Mount Lemmon Survey |
| 795026 | 2007 VC43                | 20 ottobre 2007   | Spacewatch          |
| 795027 | 2007 VC61                | 1 novembre 2007   | Spacewatch          |
| 795028 | 2007 VP68                | 3 novembre 2007   | Mount Lemmon Survey |
| 795029 | 2007 VZ77                | 3 novembre 2007   | Spacewatch          |
| 795030 | 2007 VP105               | 3 novembre 2007   | Spacewatch          |
| 795031 | 2007 VH106               | 3 novembre 2007   | Spacewatch          |
| 795032 | 2007 VK107               | 3 novembre 2007   | Spacewatch          |
| 795033 | 2007 VF115               | 3 novembre 2007   | Spacewatch          |
| 795034 | 2007 VR125               | 8 ottobre 2007    | Spacewatch          |
| 795035 | 2007 VE134               | 3 novembre 2007   | Spacewatch          |
| 795036 | 2007 VP137               | 10 ottobre 2007   | Spacewatch          |
| 795037 | 2007 VF140               | 4 novembre 2007   | Spacewatch          |
| 795038 | 2007 VM140               | 4 novembre 2007   | Spacewatch          |
| 795039 | 2007 VW140               | 4 novembre 2007   | Mount Lemmon Survey |
| 795040 | 2007 VE150               | 7 novembre 2007   | Mount Lemmon Survey |
| 795041 | 2007 VV156               | 5 novembre 2007   | Spacewatch          |
| 795042 | 2007 VE161               | 5 novembre 2007   | Spacewatch          |
| 795043 | 2007 VS173               | 2 novembre 2007   | Spacewatch          |
| 795044 | 2007 VB197               | 7 novembre 2007   | Mount Lemmon Survey |
| 795045 | 2007 VP199               | 9 novembre 2007   | Mount Lemmon Survey |
| 795046 | 2007 VO201               | 9 novembre 2007   | Mount Lemmon Survey |
| 795047 | 2007 VV214               | 9 novembre 2007   | Spacewatch          |
| 795048 | 2007 VO227               | 12 novembre 2007  | Mount Lemmon Survey |
| 795049 | 2007 VT230               | 7 novembre 2007   | Spacewatch          |
| 795050 | 2007 VM235               | 9 novembre 2007   | Spacewatch          |
| 795051 | 2007 VH236               | 3 novembre 2007   | Spacewatch          |
| 795052 | 2007 VM237               | 10 ottobre 2007   | Mount Lemmon Survey |
| 795053 | 2007 VF248               | 2 novembre 2007   | Mount Lemmon Survey |
| 795054 | 2007 VG248               | 13 novembre 2007  | Mount Lemmon Survey |
| 795055 | 2007 VU248               | 14 novembre 2007  | Mount Lemmon Survey |
| 795056 | 2007 VE249               | 14 novembre 2007  | Mount Lemmon Survey |
| 795057 | 2007 VE258               | 15 novembre 2007  | Mount Lemmon Survey |
| 795058 | 2007 VD262               | 13 novembre 2007  | Mount Lemmon Survey |
| 795059 | 2007 VX263               | 5 novembre 2007   | Spacewatch          |
| 795060 | 2007 VQ265               | 18 settembre 2007 | Mount Lemmon Survey |
| 795061 | 2007 VX274               | 13 novembre 2007  | Mount Lemmon Survey |
| 795062 | 2007 VN283               | 5 novembre 2007   | Spacewatch          |
| 795063 | 2007 VG288               | 12 novembre 2007  | Mount Lemmon Survey |
| 795064 | 2007 VK295               | 13 novembre 2007  | Spacewatch          |
| 795065 | 2007 VM306               | 1 novembre 2007   | Spacewatch          |
| 795066 | 2007 VL313               | 8 novembre 2007   | Mount Lemmon Survey |
| 795067 | 2007 VK318               | 2 novembre 2007   | Mount Lemmon Survey |
| 795068 | 2007 VX319               | 21 ottobre 2007   | CSS                 |
| 795069 | 2007 VL322               | 9 ottobre 2007    | Mount Lemmon Survey |
| 795070 | 2007 VG323               | 2 novembre 2007   | Spacewatch          |
| 795071 | 2007 VY330               | 4 novembre 2007   | Spacewatch          |
| 795072 | 2007 VJ333               | 3 dicembre 2007   | CSS                 |
| 795073 | 2007 VE341               | 8 novembre 2007   | Mount Lemmon Survey |
| 795074 | 2007 VE342               | 14 novembre 2007  | Mount Lemmon Survey |
| 795075 | 2007 VF345               | 17 marzo 2015     | Pan-STARRS          |
| 795076 | 2007 VE346               | 5 novembre 2007   | Spacewatch          |
| 795077 | 2007 VQ349               | 16 settembre 2017 | Pan-STARRS          |
| 795078 | 2007 VP350               | 15 gennaio 2018   | Pan-STARRS          |
| 795079 | 2007 VR353               | 12 ottobre 2015   | Pan-STARRS          |
| 795080 | 2007 VW355               | 8 novembre 2007   | Spacewatch          |
| 795081 | 2007 VN358               | 16 settembre 2017 | Pan-STARRS          |
| 795082 | 2007 VO362               | 18 ottobre 2012   | Pan-STARRS          |
| 795083 | 2007 VX364               | 2 novembre 2007   | Spacewatch          |
| 795084 | 2007 VM368               | 7 novembre 2007   | Spacewatch          |
| 795085 | 2007 VF369               | 9 novembre 2007   | Mount Lemmon Survey |
| 795086 | 2007 VV370               | 3 novembre 2007   | Spacewatch          |
| 795087 | 2007 VJ375               | 8 novembre 2007   | Spacewatch          |
| 795088 | 2007 VO376               | 1 novembre 2007   | Spacewatch          |
| 795089 | 2007 VB377               | 8 novembre 2007   | Spacewatch          |
| 795090 | 2007 VO379               | 7 novembre 2007   | Spacewatch          |
| 795091 | 2007 VQ379               | 2 novembre 2007   | Spacewatch          |
| 795092 | 2007 VS379               | 3 novembre 2007   | Spacewatch          |
| 795093 | 2007 VX379               | 11 novembre 2007  | Mount Lemmon Survey |
| 795094 | 2007 VC381               | 3 novembre 2007   | Mount Lemmon Survey |
| 795095 | 2007 VD382               | 3 novembre 2007   | Mount Lemmon Survey |
| 795096 | 2007 VF382               | 5 novembre 2007   | Mount Lemmon Survey |
| 795097 | 2007 VS382               | 9 novembre 2007   | Mount Lemmon Survey |
| 795098 | 2007 VS383               | 9 novembre 2007   | Spacewatch          |
| 795099 | 2007 VU383               | 1 novembre 2007   | Mount Lemmon Survey |
| 795100 | 2007 VK384               | 6 novembre 2007   | Spacewatch          |

## 795101–795200
| Nome   | Designazione provvisoria | Data di scoperta | Scopritore                |
| ------ | ------------------------ | ---------------- | ------------------------- |
| 795101 | 2007 VV385               | 14 novembre 2007 | Spacewatch                |
| 795102 | 2007 VY385               | 3 novembre 2007  | Mount Lemmon Survey       |
| 795103 | 2007 VZ385               | 4 novembre 2007  | Spacewatch                |
| 795104 | 2007 VX386               | 7 novembre 2007  | Spacewatch                |
| 795105 | 2007 WC1                 | 2 novembre 2007  | CSS                       |
| 795106 | 2007 WF9                 | 21 ottobre 2007  | Spacewatch                |
| 795107 | 2007 WO13                | 18 novembre 2007 | Mount Lemmon Survey       |
| 795108 | 2007 WD24                | 18 novembre 2007 | Mount Lemmon Survey       |
| 795109 | 2007 WA26                | 10 gennaio 2003  | Spacewatch                |
| 795110 | 2007 WV27                | 7 novembre 2007  | Spacewatch                |
| 795111 | 2007 WV34                | 19 novembre 2007 | Mount Lemmon Survey       |
| 795112 | 2007 WC39                | 19 novembre 2007 | Mount Lemmon Survey       |
| 795113 | 2007 WF46                | 3 novembre 2007  | Mount Lemmon Survey       |
| 795114 | 2007 WX46                | 20 novembre 2007 | Mount Lemmon Survey       |
| 795115 | 2007 WM49                | 20 novembre 2007 | Mount Lemmon Survey       |
| 795116 | 2007 WQ50                | 20 novembre 2007 | Mount Lemmon Survey       |
| 795117 | 2007 WG54                | 18 novembre 2007 | Mount Lemmon Survey       |
| 795118 | 2007 WF60                | 17 novembre 2007 | Mount Lemmon Survey       |
| 795119 | 2007 WR65                | 20 ottobre 2012  | Pan-STARRS                |
| 795120 | 2007 WT66                | 17 novembre 2007 | Spacewatch                |
| 795121 | 2007 WO70                | 30 luglio 2014   | Pan-STARRS                |
| 795122 | 2007 WH71                | 25 ottobre 2016  | Pan-STARRS                |
| 795123 | 2007 WY71                | 19 novembre 2007 | Spacewatch                |
| 795124 | 2007 WT75                | 19 novembre 2007 | Spacewatch                |
| 795125 | 2007 WD76                | 18 novembre 2007 | Spacewatch                |
| 795126 | 2007 WH76                | 18 novembre 2007 | Spacewatch                |
| 795127 | 2007 XY28                | 15 dicembre 2007 | Spacewatch                |
| 795128 | 2007 XX63                | 3 dicembre 2007  | Spacewatch                |
| 795129 | 2007 XW65                | 5 dicembre 2007  | Spacewatch                |
| 795130 | 2007 XJ66                | 8 dicembre 2012  | Mount Lemmon Survey       |
| 795131 | 2007 XD68                | 27 gennaio 2017  | Pan-STARRS                |
| 795132 | 2007 XG69                | 4 dicembre 2007  | Mount Lemmon Survey       |
| 795133 | 2007 XC70                | 4 dicembre 2007  | Spacewatch                |
| 795134 | 2007 XD73                | 15 dicembre 2007 | Mount Lemmon Survey       |
| 795135 | 2007 XG73                | 5 dicembre 2007  | Mount Lemmon Survey       |
| 795136 | 2007 YL8                 | 19 novembre 2007 | Mount Lemmon Survey       |
| 795137 | 2007 YG20                | 16 dicembre 2007 | Spacewatch                |
| 795138 | 2007 YQ24                | 17 dicembre 2007 | Mount Lemmon Survey       |
| 795139 | 2007 YF40                | 30 dicembre 2007 | Spacewatch                |
| 795140 | 2007 YT40                | 30 dicembre 2007 | Mount Lemmon Survey       |
| 795141 | 2007 YY41                | 30 dicembre 2007 | Spacewatch                |
| 795142 | 2007 YZ46                | 12 novembre 2007 | Mount Lemmon Survey       |
| 795143 | 2007 YR58                | 26 ottobre 2007  | Mount Lemmon Survey       |
| 795144 | 2007 YY62                | 30 dicembre 2007 | Spacewatch                |
| 795145 | 2007 YA70                | 31 dicembre 2007 | Spacewatch                |
| 795146 | 2007 YF71                | 20 dicembre 2007 | Mount Lemmon Survey       |
| 795147 | 2007 YN75                | 21 febbraio 2003 | NEAT                      |
| 795148 | 2007 YR79                | 31 dicembre 2007 | Mount Lemmon Survey       |
| 795149 | 2007 YF80                | 7 novembre 2012  | Mount Lemmon Survey       |
| 795150 | 2007 YG85                | 24 gennaio 2014  | Pan-STARRS                |
| 795151 | 2007 YK85                | 18 dicembre 2007 | Spacewatch                |
| 795152 | 2007 YE86                | 15 ottobre 2012  | Spacewatch                |
| 795153 | 2007 YA88                | 28 febbraio 2014 | Pan-STARRS                |
| 795154 | 2007 YB89                | 31 gennaio 2013  | Mount Lemmon Survey       |
| 795155 | 2007 YK93                | 30 dicembre 2007 | Mount Lemmon Survey       |
| 795156 | 2007 YM93                | 30 dicembre 2007 | Mount Lemmon Survey       |
| 795157 | 2007 YY93                | 31 dicembre 2007 | Spacewatch                |
| 795158 | 2007 YW94                | 18 dicembre 2007 | Mount Lemmon Survey       |
| 795159 | 2007 YB95                | 31 dicembre 2007 | Spacewatch                |
| 795160 | 2007 YH95                | 30 dicembre 2007 | Mount Lemmon Survey       |
| 795161 | 2007 YO95                | 17 dicembre 2007 | Mount Lemmon Survey       |
| 795162 | 2007 YX96                | 19 dicembre 2007 | Mount Lemmon Survey       |
| 795163 | 2007 YA97                | 30 dicembre 2007 | Spacewatch                |
| 795164 | 2007 YM97                | 17 dicembre 2007 | Spacewatch                |
| 795165 | 2007 YU97                | 18 dicembre 2007 | Spacewatch                |
| 795166 | 2007 YB98                | 18 dicembre 2007 | Mount Lemmon Survey       |
| 795167 | 2007 YR98                | 18 dicembre 2007 | Mount Lemmon Survey       |
| 795168 | 2007 YZ98                | 31 dicembre 2007 | Spacewatch                |
| 795169 | 2008 AF10                | 10 gennaio 2008  | Mount Lemmon Survey       |
| 795170 | 2008 AW15                | 10 gennaio 2008  | Mount Lemmon Survey       |
| 795171 | 2008 AR26                | 10 gennaio 2008  | Spacewatch                |
| 795172 | 2008 AY28                | 10 gennaio 2008  | Spacewatch                |
| 795173 | 2008 AX30                | 19 ottobre 2007  | Mount Lemmon Survey       |
| 795174 | 2008 AT45                | 11 gennaio 2008  | Spacewatch                |
| 795175 | 2008 AF49                | 11 gennaio 2008  | Spacewatch                |
| 795176 | 2008 AL50                | 18 dicembre 2007 | Mount Lemmon Survey       |
| 795177 | 2008 AT51                | 11 gennaio 2008  | Spacewatch                |
| 795178 | 2008 AZ55                | 11 gennaio 2008  | Spacewatch                |
| 795179 | 2008 AU63                | 11 gennaio 2008  | Spacewatch                |
| 795180 | 2008 AO70                | 12 gennaio 2008  | Mount Lemmon Survey       |
| 795181 | 2008 AX73                | 10 gennaio 2008  | Mount Lemmon Survey       |
| 795182 | 2008 AH78                | 12 gennaio 2008  | Spacewatch                |
| 795183 | 2008 AU79                | 31 dicembre 2007 | Spacewatch                |
| 795184 | 2008 AA80                | 12 gennaio 2008  | Spacewatch                |
| 795185 | 2008 AV80                | 12 marzo 2004    | NEAT                      |
| 795186 | 2008 AD81                | 12 gennaio 2008  | Spacewatch                |
| 795187 | 2008 AG89                | 9 gennaio 1997   | Spacewatch                |
| 795188 | 2008 AE95                | 30 dicembre 2007 | Spacewatch                |
| 795189 | 2008 AA96                | 16 febbraio 2004 | Spacewatch                |
| 795190 | 2008 AC99                | 1 gennaio 2008   | Spacewatch                |
| 795191 | 2008 AO105               | 31 dicembre 2007 | Spacewatch                |
| 795192 | 2008 AZ115               | 13 gennaio 2008  | Spacewatch                |
| 795193 | 2008 AC121               | 14 gennaio 2008  | Spacewatch                |
| 795194 | 2008 AH123               | 6 gennaio 2008   | Osservatorio di Mauna Kea |
| 795195 | 2008 AF124               | 6 gennaio 2008   | Mauna Kea Obs.            |
| 795196 | 2008 AM125               | 6 gennaio 2008   | Mauna Kea Obs.            |
| 795197 | 2008 AX128               | 18 dicembre 2007 | Mount Lemmon Survey       |
| 795198 | 2008 AD134               | 31 gennaio 2008  | Mount Lemmon Survey       |
| 795199 | 2008 AB140               | 15 gennaio 2008  | Mount Lemmon Survey       |
| 795200 | 2008 AQ141               | 11 gennaio 2008  | Spacewatch                |

## 795201–795300
| Nome   | Designazione provvisoria | Data di scoperta  | Scopritore          |
| ------ | ------------------------ | ----------------- | ------------------- |
| 795201 | 2008 AT143               | 12 gennaio 2008   | Mount Lemmon Survey |
| 795202 | 2008 AQ144               | 15 gennaio 2008   | Mount Lemmon Survey |
| 795203 | 2008 AG145               | 13 gennaio 2008   | Mount Lemmon Survey |
| 795204 | 2008 AP146               | 14 gennaio 2008   | Spacewatch          |
| 795205 | 2008 AR146               | 1 gennaio 2008    | Spacewatch          |
| 795206 | 2008 AT146               | 14 gennaio 2008   | Spacewatch          |
| 795207 | 2008 AL148               | 5 gennaio 2008    | PMO NEO             |
| 795208 | 2008 AL149               | 27 novembre 2014  | Pan-STARRS          |
| 795209 | 2008 AW149               | 11 gennaio 2008   | Spacewatch          |
| 795210 | 2008 AD150               | 15 gennaio 2008   | Mount Lemmon Survey |
| 795211 | 2008 AW150               | 15 gennaio 2008   | Spacewatch          |
| 795212 | 2008 AC151               | 11 gennaio 2008   | Spacewatch          |
| 795213 | 2008 AS151               | 1 gennaio 2008    | Spacewatch          |
| 795214 | 2008 AW153               | 10 gennaio 2008   | Spacewatch          |
| 795215 | 2008 AE154               | 10 gennaio 2008   | Spacewatch          |
| 795216 | 2008 AG154               | 11 gennaio 2008   | Spacewatch          |
| 795217 | 2008 AH154               | 1 gennaio 2008    | Spacewatch          |
| 795218 | 2008 AL154               | 12 gennaio 2008   | Spacewatch          |
| 795219 | 2008 AB155               | 13 gennaio 2008   | Spacewatch          |
| 795220 | 2008 AG155               | 10 gennaio 2008   | Spacewatch          |
| 795221 | 2008 AZ156               | 15 gennaio 2008   | Mount Lemmon Survey |
| 795222 | 2008 AB157               | 13 gennaio 2008   | Mount Lemmon Survey |
| 795223 | 2008 AG157               | 13 gennaio 2008   | Mount Lemmon Survey |
| 795224 | 2008 AJ157               | 10 febbraio 2008  | Mount Lemmon Survey |
| 795225 | 2008 AZ159               | 1 gennaio 2008    | Spacewatch          |
| 795226 | 2008 AA160               | 1 gennaio 2008    | Spacewatch          |
| 795227 | 2008 BG1                 | 18 dicembre 2007  | Mount Lemmon Survey |
| 795228 | 2008 BX3                 | 16 gennaio 2008   | Spacewatch          |
| 795229 | 2008 BB8                 | 19 dicembre 2007  | Mount Lemmon Survey |
| 795230 | 2008 BX9                 | 16 gennaio 2008   | Spacewatch          |
| 795231 | 2008 BQ11                | 18 gennaio 2008   | Mount Lemmon Survey |
| 795232 | 2008 BQ12                | 18 gennaio 2008   | Mount Lemmon Survey |
| 795233 | 2008 BX13                | 31 dicembre 2007  | Spacewatch          |
| 795234 | 2008 BY25                | 11 gennaio 2008   | Spacewatch          |
| 795235 | 2008 BB34                | 30 gennaio 2008   | Spacewatch          |
| 795236 | 2008 BV46                | 30 gennaio 2008   | Mount Lemmon Survey |
| 795237 | 2008 BH51                | 16 gennaio 2008   | Spacewatch          |
| 795238 | 2008 BJ55                | 18 gennaio 2008   | Mount Lemmon Survey |
| 795239 | 2008 BO55                | 30 gennaio 2008   | CSS                 |
| 795240 | 2008 BY56                | 16 gennaio 2008   | Spacewatch          |
| 795241 | 2008 BT57                | 10 agosto 2012    | Spacewatch          |
| 795242 | 2008 BY57                | 20 gennaio 2008   | Mount Lemmon Survey |
| 795243 | 2008 BK58                | 28 marzo 2014     | Mount Lemmon Survey |
| 795244 | 2008 BA59                | 18 gennaio 2008   | Spacewatch          |
| 795245 | 2008 BD59                | 16 gennaio 2008   | Spacewatch          |
| 795246 | 2008 BJ59                | 9 aprile 2014     | Mount Lemmon Survey |
| 795247 | 2008 BB60                | 30 gennaio 2008   | Mount Lemmon Survey |
| 795248 | 2008 BY60                | 17 gennaio 2008   | Mount Lemmon Survey |
| 795249 | 2008 BD61                | 30 gennaio 2008   | Mount Lemmon Survey |
| 795250 | 2008 BH61                | 19 gennaio 2008   | Mount Lemmon Survey |
| 795251 | 2008 BO61                | 19 gennaio 2008   | Spacewatch          |
| 795252 | 2008 CG3                 | 2 febbraio 2008   | Mount Lemmon Survey |
| 795253 | 2008 CL35                | 2 febbraio 2008   | Spacewatch          |
| 795254 | 2008 CC41                | 2 febbraio 2008   | Spacewatch          |
| 795255 | 2008 CH45                | 2 febbraio 2008   | Spacewatch          |
| 795256 | 2008 CX60                | 7 febbraio 2008   | Mount Lemmon Survey |
| 795257 | 2008 CW74                | 10 gennaio 2008   | Spacewatch          |
| 795258 | 2008 CG78                | 5 dicembre 2007   | Spacewatch          |
| 795259 | 2008 CJ78                | 31 dicembre 2007  | Spacewatch          |
| 795260 | 2008 CD79                | 7 febbraio 2008   | Spacewatch          |
| 795261 | 2008 CF81                | 7 febbraio 2008   | Spacewatch          |
| 795262 | 2008 CQ99                | 9 febbraio 2008   | Spacewatch          |
| 795263 | 2008 CA101               | 9 febbraio 2008   | Mount Lemmon Survey |
| 795264 | 2008 CG102               | 9 febbraio 2008   | Mount Lemmon Survey |
| 795265 | 2008 CN102               | 9 febbraio 2008   | Spacewatch          |
| 795266 | 2008 CQ102               | 9 febbraio 2008   | Mount Lemmon Survey |
| 795267 | 2008 CM107               | 2 febbraio 2008   | Spacewatch          |
| 795268 | 2008 CE113               | 10 febbraio 2008  | Spacewatch          |
| 795269 | 2008 CG121               | 18 dicembre 2007  | Spacewatch          |
| 795270 | 2008 CP125               | 30 gennaio 2008   | Mount Lemmon Survey |
| 795271 | 2008 CB126               | 8 febbraio 2008   | Spacewatch          |
| 795272 | 2008 CZ129               | 8 febbraio 2008   | Spacewatch          |
| 795273 | 2008 CP130               | 8 febbraio 2008   | Spacewatch          |
| 795274 | 2008 CQ131               | 8 febbraio 2008   | Spacewatch          |
| 795275 | 2008 CY134               | 8 febbraio 2008   | Mount Lemmon Survey |
| 795276 | 2008 CP139               | 8 febbraio 2008   | Mount Lemmon Survey |
| 795277 | 2008 CP144               | 26 novembre 2019  | Pan-STARRS          |
| 795278 | 2008 CA147               | 9 febbraio 2008   | Spacewatch          |
| 795279 | 2008 CE150               | 9 febbraio 2008   | Spacewatch          |
| 795280 | 2008 CP151               | 9 febbraio 2008   | Spacewatch          |
| 795281 | 2008 CH169               | 12 febbraio 2008  | Mount Lemmon Survey |
| 795282 | 2008 CW171               | 12 febbraio 2008  | Mount Lemmon Survey |
| 795283 | 2008 CL183               | 12 febbraio 2008  | Mount Lemmon Survey |
| 795284 | 2008 CT188               | 12 febbraio 2008  | CSS                 |
| 795285 | 2008 CL192               | 3 febbraio 2008   | CSS                 |
| 795286 | 2008 CF206               | 8 febbraio 2008   | Spacewatch          |
| 795287 | 2008 CB213               | 9 febbraio 2008   | Spacewatch          |
| 795288 | 2008 CE221               | 13 febbraio 2008  | Mount Lemmon Survey |
| 795289 | 2008 CN222               | 27 luglio 2017    | Pan-STARRS          |
| 795290 | 2008 CE224               | 15 aprile 2013    | Pan-STARRS          |
| 795291 | 2008 CO225               | 29 dicembre 2011  | Mount Lemmon Survey |
| 795292 | 2008 CV225               | 2 febbraio 2008   | Spacewatch          |
| 795293 | 2008 CD227               | 14 febbraio 2013  | Pan-STARRS          |
| 795294 | 2008 CR230               | 16 ottobre 2017   | Mount Lemmon Survey |
| 795295 | 2008 CL231               | 29 dicembre 2011  | Mount Lemmon Survey |
| 795296 | 2008 CP231               | 29 dicembre 2014  | Pan-STARRS          |
| 795297 | 2008 CX231               | 13 febbraio 2008  | Spacewatch          |
| 795298 | 2008 CQ232               | 11 gennaio 2008   | Mount Lemmon Survey |
| 795299 | 2008 CD234               | 2 settembre 2010  | Mount Lemmon Survey |
| 795300 | 2008 CA235               | 24 settembre 2017 | Mount Lemmon Survey |

## 795301–795400
| Nome   | Designazione provvisoria | Data di scoperta  | Scopritore          |
| ------ | ------------------------ | ----------------- | ------------------- |
| 795301 | 2008 CB235               | 10 settembre 2015 | Pan-STARRS          |
| 795302 | 2008 CO235               | 12 febbraio 2008  | Spacewatch          |
| 795303 | 2008 CA238               | 10 febbraio 2008  | Spacewatch          |
| 795304 | 2008 CP238               | 10 febbraio 2008  | Spacewatch          |
| 795305 | 2008 CL240               | 10 febbraio 2008  | Spacewatch          |
| 795306 | 2008 CJ241               | 10 febbraio 2008  | Spacewatch          |
| 795307 | 2008 CP241               | 10 febbraio 2008  | Spacewatch          |
| 795308 | 2008 CZ241               | 13 febbraio 2008  | Spacewatch          |
| 795309 | 2008 CP242               | 13 febbraio 2008  | Mount Lemmon Survey |
| 795310 | 2008 CD243               | 2 febbraio 2008   | Mount Lemmon Survey |
| 795311 | 2008 CR244               | 13 febbraio 2008  | Mount Lemmon Survey |
| 795312 | 2008 CS244               | 3 febbraio 2008   | Mount Lemmon Survey |
| 795313 | 2008 CD248               | 13 febbraio 2008  | Spacewatch          |
| 795314 | 2008 CD250               | 8 febbraio 2008   | Spacewatch          |
| 795315 | 2008 CT250               | 7 febbraio 2008   | Spacewatch          |
| 795316 | 2008 CD251               | 10 febbraio 2008  | Spacewatch          |
| 795317 | 2008 CL251               | 8 febbraio 2008   | Mount Lemmon Survey |
| 795318 | 2008 CZ252               | 9 febbraio 2008   | Mount Lemmon Survey |
| 795319 | 2008 CC253               | 7 febbraio 2008   | Mount Lemmon Survey |
| 795320 | 2008 DL8                 | 7 febbraio 2008   | Spacewatch          |
| 795321 | 2008 DQ20                | 28 febbraio 2008  | Mount Lemmon Survey |
| 795322 | 2008 DH23                | 29 febbraio 2008  | Spacewatch          |
| 795323 | 2008 DK29                | 30 gennaio 2008   | Mount Lemmon Survey |
| 795324 | 2008 DK31                | 19 gennaio 2008   | Spacewatch          |
| 795325 | 2008 DM31                | 2 febbraio 2008   | Mount Lemmon Survey |
| 795326 | 2008 DB40                | 27 febbraio 2008  | Mount Lemmon Survey |
| 795327 | 2008 DY40                | 28 febbraio 2008  | Spacewatch          |
| 795328 | 2008 DS41                | 9 febbraio 2008   | Spacewatch          |
| 795329 | 2008 DC42                | 9 febbraio 2008   | Spacewatch          |
| 795330 | 2008 DS42                | 28 febbraio 2008  | Spacewatch          |
| 795331 | 2008 DQ50                | 29 febbraio 2008  | Spacewatch          |
| 795332 | 2008 DA61                | 28 febbraio 2008  | Mount Lemmon Survey |
| 795333 | 2008 DV62                | 28 febbraio 2008  | Mount Lemmon Survey |
| 795334 | 2008 DP63                | 2 febbraio 2008   | Spacewatch          |
| 795335 | 2008 DK65                | 10 febbraio 2008  | Mount Lemmon Survey |
| 795336 | 2008 DJ71                | 2 febbraio 2008   | Mount Lemmon Survey |
| 795337 | 2008 DQ74                | 12 febbraio 2008  | Spacewatch          |
| 795338 | 2008 DY76                | 28 febbraio 2008  | Mount Lemmon Survey |
| 795339 | 2008 DD78                | 28 febbraio 2008  | Mount Lemmon Survey |
| 795340 | 2008 DV81                | 28 febbraio 2008  | Spacewatch          |
| 795341 | 2008 DY82                | 28 febbraio 2008  | Mount Lemmon Survey |
| 795342 | 2008 DA85                | 29 febbraio 2008  | Spacewatch          |
| 795343 | 2008 DC86                | 26 febbraio 2008  | Mount Lemmon Survey |
| 795344 | 2008 DT93                | 29 febbraio 2008  | Mount Lemmon Survey |
| 795345 | 2008 DZ94                | 26 settembre 2011 | Pan-STARRS          |
| 795346 | 2008 DV95                | 17 gennaio 2013   | Pan-STARRS          |
| 795347 | 2008 DW95                | 10 marzo 2016     | Mount Lemmon Survey |
| 795348 | 2008 DX95                | 28 febbraio 2008  | Mount Lemmon Survey |
| 795349 | 2008 DD96                | 26 febbraio 2008  | Spacewatch          |
| 795350 | 2008 DS96                | 28 febbraio 2008  | Mount Lemmon Survey |
| 795351 | 2008 DW96                | 28 febbraio 2008  | Spacewatch          |
| 795352 | 2008 DL97                | 28 febbraio 2008  | Mount Lemmon Survey |
| 795353 | 2008 DV97                | 28 febbraio 2008  | Mount Lemmon Survey |
| 795354 | 2008 DE99                | 28 febbraio 2008  | Spacewatch          |
| 795355 | 2008 DS99                | 29 febbraio 2008  | Mount Lemmon Survey |
| 795356 | 2008 DX99                | 12 febbraio 2008  | Spacewatch          |
| 795357 | 2008 DA100               | 29 febbraio 2008  | Spacewatch          |
| 795358 | 2008 DH100               | 26 febbraio 2008  | Mount Lemmon Survey |
| 795359 | 2008 EX14                | 1 marzo 2008      | Spacewatch          |
| 795360 | 2008 EN23                | 11 febbraio 2008  | Spacewatch          |
| 795361 | 2008 EM26                | 12 febbraio 2008  | Spacewatch          |
| 795362 | 2008 EZ36                | 18 dicembre 2007  | Mount Lemmon Survey |
| 795363 | 2008 EO37                | 19 gennaio 2008   | Spacewatch          |
| 795364 | 2008 ER40                | 29 febbraio 2008  | Spacewatch          |
| 795365 | 2008 EB49                | 13 febbraio 2008  | Spacewatch          |
| 795366 | 2008 EF49                | 28 febbraio 2008  | Mount Lemmon Survey |
| 795367 | 2008 EX49                | 6 marzo 2008      | Spacewatch          |
| 795368 | 2008 EX51                | 17 gennaio 2013   | Pan-STARRS          |
| 795369 | 2008 ES53                | 6 marzo 2008      | Mount Lemmon Survey |
| 795370 | 2008 EV56                | 7 marzo 2008      | CSS                 |
| 795371 | 2008 EJ57                | 14 maggio 2004    | Spacewatch          |
| 795372 | 2008 EP62                | 9 marzo 2008      | Mount Lemmon Survey |
| 795373 | 2008 ET71                | 6 marzo 2008      | Mount Lemmon Survey |
| 795374 | 2008 EC76                | 7 marzo 2008      | Spacewatch          |
| 795375 | 2008 EJ77                | 7 marzo 2008      | Spacewatch          |
| 795376 | 2008 EZ78                | 13 febbraio 2008  | Mount Lemmon Survey |
| 795377 | 2008 EG80                | 9 marzo 2008      | Spacewatch          |
| 795378 | 2008 EM85                | 14 marzo 2008     | LINEAR              |
| 795379 | 2008 EJ91                | 3 febbraio 2008   | CSS                 |
| 795380 | 2008 EC101               | 5 marzo 2008      | Mount Lemmon Survey |
| 795381 | 2008 EV101               | 11 febbraio 2008  | Mount Lemmon Survey |
| 795382 | 2008 EY101               | 5 marzo 2008      | Mount Lemmon Survey |
| 795383 | 2008 EL103               | 5 marzo 2008      | Mount Lemmon Survey |
| 795384 | 2008 EA104               | 5 marzo 2008      | Mount Lemmon Survey |
| 795385 | 2008 EO105               | 6 marzo 2008      | Mount Lemmon Survey |
| 795386 | 2008 EG110               | 7 febbraio 2008   | Mount Lemmon Survey |
| 795387 | 2008 EJ110               | 8 marzo 2008      | Mount Lemmon Survey |
| 795388 | 2008 EN118               | 13 febbraio 2008  | Mount Lemmon Survey |
| 795389 | 2008 EF119               | 12 febbraio 2008  | Mount Lemmon Survey |
| 795390 | 2008 EA120               | 10 febbraio 2008  | Mount Lemmon Survey |
| 795391 | 2008 EM122               | 9 marzo 2008      | Spacewatch          |
| 795392 | 2008 EM124               | 10 marzo 2008     | Mount Lemmon Survey |
| 795393 | 2008 EA132               | 3 marzo 2008      | Spacewatch          |
| 795394 | 2008 EM138               | 11 marzo 2008     | Mount Lemmon Survey |
| 795395 | 2008 EQ140               | 12 marzo 2008     | Spacewatch          |
| 795396 | 2008 EM160               | 8 marzo 2008      | Spacewatch          |
| 795397 | 2008 EZ170               | 11 settembre 2016 | Mount Lemmon Survey |
| 795398 | 2008 EB174               | 10 marzo 2008     | Spacewatch          |
| 795399 | 2008 EP177               | 2 marzo 2008      | Spacewatch          |
| 795400 | 2008 EL178               | 6 marzo 2008      | Mount Lemmon Survey |

## 795401–795500
| Nome   | Designazione provvisoria | Data di scoperta | Scopritore          |
| ------ | ------------------------ | ---------------- | ------------------- |
| 795401 | 2008 EA179               | 19 gennaio 2012  | Pan-STARRS          |
| 795402 | 2008 EE180               | 19 gennaio 2012  | Mount Lemmon Survey |
| 795403 | 2008 EK183               | 7 marzo 2008     | Mount Lemmon Survey |
| 795404 | 2008 EE185               | 8 marzo 2008     | Mount Lemmon Survey |
| 795405 | 2008 EG185               | 11 marzo 2008    | Spacewatch          |
| 795406 | 2008 EH185               | 11 marzo 2008    | Spacewatch          |
| 795407 | 2008 ES187               | 23 dicembre 2012 | Pan-STARRS          |
| 795408 | 2008 ED189               | 8 marzo 2008     | Mount Lemmon Survey |
| 795409 | 2008 ER189               | 23 dicembre 2012 | Pan-STARRS          |
| 795410 | 2008 EZ190               | 6 marzo 2008     | Mount Lemmon Survey |
| 795411 | 2008 ED192               | 1 marzo 2008     | Spacewatch          |
| 795412 | 2008 EZ193               | 10 marzo 2008    | Mount Lemmon Survey |
| 795413 | 2008 EX194               | 8 marzo 2008     | Mount Lemmon Survey |
| 795414 | 2008 EK195               | 13 marzo 2008    | Mount Lemmon Survey |
| 795415 | 2008 EN195               | 8 marzo 2008     | Mount Lemmon Survey |
| 795416 | 2008 EK196               | 10 marzo 2008    | Spacewatch          |
| 795417 | 2008 ER196               | 10 marzo 2008    | Spacewatch          |
| 795418 | 2008 EZ196               | 8 marzo 2008     | Spacewatch          |
| 795419 | 2008 EL198               | 5 marzo 2008     | Mount Lemmon Survey |
| 795420 | 2008 EQ198               | 11 marzo 2008    | Spacewatch          |
| 795421 | 2008 EC199               | 5 marzo 2008     | Mount Lemmon Survey |
| 795422 | 2008 EG199               | 11 marzo 2008    | Mount Lemmon Survey |
| 795423 | 2008 EH199               | 10 marzo 2008    | Spacewatch          |
| 795424 | 2008 FS1                 | 12 febbraio 2008 | Spacewatch          |
| 795425 | 2008 FR2                 | 21 aprile 2004   | CINEOS              |
| 795426 | 2008 FD10                | 1 aprile 2003    | SDSS Collaboration  |
| 795427 | 2008 FL16                | 27 marzo 2008    | Spacewatch          |
| 795428 | 2008 FD17                | 8 marzo 2008     | Mount Lemmon Survey |
| 795429 | 2008 FW17                | 8 marzo 2008     | Mount Lemmon Survey |
| 795430 | 2008 FQ18                | 27 marzo 2008    | Mount Lemmon Survey |
| 795431 | 2008 FL20                | 27 marzo 2008    | Mount Lemmon Survey |
| 795432 | 2008 FY24                | 6 marzo 2008     | Mount Lemmon Survey |
| 795433 | 2008 FB26                | 27 marzo 2008    | Mount Lemmon Survey |
| 795434 | 2008 FG31                | 12 febbraio 2008 | Spacewatch          |
| 795435 | 2008 FJ35                | 28 marzo 2008    | Mount Lemmon Survey |
| 795436 | 2008 FR35                | 28 marzo 2008    | Mount Lemmon Survey |
| 795437 | 2008 FC46                | 11 marzo 2008    | Mount Lemmon Survey |
| 795438 | 2008 FF46                | 28 marzo 2008    | Mount Lemmon Survey |
| 795439 | 2008 FQ46                | 28 marzo 2008    | Mount Lemmon Survey |
| 795440 | 2008 FW47                | 28 marzo 2008    | Mount Lemmon Survey |
| 795441 | 2008 FK48                | 28 marzo 2008    | Mount Lemmon Survey |
| 795442 | 2008 FN48                | 28 marzo 2008    | Mount Lemmon Survey |
| 795443 | 2008 FB49                | 28 marzo 2008    | Mount Lemmon Survey |
| 795444 | 2008 FL50                | 12 marzo 2008    | Mount Lemmon Survey |
| 795445 | 2008 FK51                | 28 marzo 2008    | Mount Lemmon Survey |
| 795446 | 2008 FR51                | 28 marzo 2008    | Mount Lemmon Survey |
| 795447 | 2008 FA63                | 27 marzo 2008    | Spacewatch          |
| 795448 | 2008 FD73                | 30 marzo 2008    | Spacewatch          |
| 795449 | 2008 FS79                | 9 febbraio 2008  | Mount Lemmon Survey |
| 795450 | 2008 FZ85                | 28 febbraio 2008 | Spacewatch          |
| 795451 | 2008 FO86                | 28 marzo 2008    | Mount Lemmon Survey |
| 795452 | 2008 FM89                | 14 gennaio 2008  | Spacewatch          |
| 795453 | 2008 FY91                | 29 marzo 2008    | Mount Lemmon Survey |
| 795454 | 2008 FY97                | 30 marzo 2008    | Spacewatch          |
| 795455 | 2008 FE99                | 30 marzo 2008    | Spacewatch          |
| 795456 | 2008 FQ100               | 30 marzo 2008    | Spacewatch          |
| 795457 | 2008 FN105               | 10 marzo 2008    | Spacewatch          |
| 795458 | 2008 FM108               | 11 marzo 2008    | Spacewatch          |
| 795459 | 2008 FK118               | 31 marzo 2008    | Mount Lemmon Survey |
| 795460 | 2008 FF119               | 11 marzo 2008    | Mount Lemmon Survey |
| 795461 | 2008 FS119               | 31 marzo 2008    | Mount Lemmon Survey |
| 795462 | 2008 FO121               | 31 marzo 2008    | Mount Lemmon Survey |
| 795463 | 2008 FQ121               | 31 marzo 2008    | Mount Lemmon Survey |
| 795464 | 2008 FU123               | 29 marzo 2008    | Spacewatch          |
| 795465 | 2008 FW129               | 27 marzo 2008    | Spacewatch          |
| 795466 | 2008 FD134               | 10 febbraio 2008 | Spacewatch          |
| 795467 | 2008 FQ138               | 31 marzo 2008    | Mount Lemmon Survey |
| 795468 | 2008 FP140               | 2 ottobre 2013   | Pan-STARRS          |
| 795469 | 2008 FQ140               | 29 marzo 2008    | Spacewatch          |
| 795470 | 2008 FL141               | 29 marzo 2008    | Mount Lemmon Survey |
| 795471 | 2008 FX142               | 14 dicembre 2017 | Pan-STARRS          |
| 795472 | 2008 FR145               | 27 marzo 2008    | Spacewatch          |
| 795473 | 2008 FT145               | 31 marzo 2008    | Mount Lemmon Survey |
| 795474 | 2008 FS146               | 27 marzo 2008    | Mount Lemmon Survey |
| 795475 | 2008 FF147               | 27 marzo 2008    | Mount Lemmon Survey |
| 795476 | 2008 FW147               | 31 marzo 2008    | Mount Lemmon Survey |
| 795477 | 2008 FY147               | 28 marzo 2008    | Mount Lemmon Survey |
| 795478 | 2008 FP149               | 31 marzo 2008    | Mount Lemmon Survey |
| 795479 | 2008 FR150               | 27 marzo 2008    | Mount Lemmon Survey |
| 795480 | 2008 FT150               | 31 marzo 2008    | Mount Lemmon Survey |
| 795481 | 2008 FU150               | 29 marzo 2008    | Spacewatch          |
| 795482 | 2008 GP8                 | 1 aprile 2008    | Mount Lemmon Survey |
| 795483 | 2008 GX12                | 1 aprile 2008    | Mount Lemmon Survey |
| 795484 | 2008 GV14                | 15 marzo 2008    | Mount Lemmon Survey |
| 795485 | 2008 GM24                | 1 aprile 2008    | Mount Lemmon Survey |
| 795486 | 2008 GX27                | 1 marzo 2008     | Spacewatch          |
| 795487 | 2008 GZ27                | 3 aprile 2008    | Mount Lemmon Survey |
| 795488 | 2008 GT36                | 3 aprile 2008    | Spacewatch          |
| 795489 | 2008 GA40                | 28 febbraio 2008 | Mount Lemmon Survey |
| 795490 | 2008 GW43                | 11 marzo 2008    | Spacewatch          |
| 795491 | 2008 GZ45                | 27 marzo 2008    | Spacewatch          |
| 795492 | 2008 GK49                | 12 marzo 2008    | Spacewatch          |
| 795493 | 2008 GR51                | 5 aprile 2008    | Mount Lemmon Survey |
| 795494 | 2008 GX54                | 5 aprile 2008    | Mount Lemmon Survey |
| 795495 | 2008 GJ56                | 5 aprile 2008    | Mount Lemmon Survey |
| 795496 | 2008 GG58                | 5 aprile 2008    | Mount Lemmon Survey |
| 795497 | 2008 GW58                | 5 aprile 2008    | Mount Lemmon Survey |
| 795498 | 2008 GB59                | 5 aprile 2008    | Mount Lemmon Survey |
| 795499 | 2008 GH61                | 5 aprile 2008    | Mount Lemmon Survey |
| 795500 | 2008 GH71                | 7 aprile 2008    | Mount Lemmon Survey |

## 795501–795600
| Nome   | Designazione provvisoria | Data di scoperta  | Scopritore          |
| ------ | ------------------------ | ----------------- | ------------------- |
| 795501 | 2008 GS71                | 13 febbraio 2002  | Spacewatch          |
| 795502 | 2008 GM72                | 7 aprile 2008     | Mount Lemmon Survey |
| 795503 | 2008 GM79                | 30 marzo 2008     | Spacewatch          |
| 795504 | 2008 GT81                | 27 febbraio 2008  | Mount Lemmon Survey |
| 795505 | 2008 GJ87                | 1 aprile 2008     | Spacewatch          |
| 795506 | 2008 GA90                | 29 marzo 2008     | Mount Lemmon Survey |
| 795507 | 2008 GB92                | 29 marzo 2008     | Spacewatch          |
| 795508 | 2008 GV94                | 7 aprile 2008     | Mount Lemmon Survey |
| 795509 | 2008 GE96                | 28 marzo 2008     | Spacewatch          |
| 795510 | 2008 GJ101               | 10 aprile 2008    | Sierra Stars Obs.   |
| 795511 | 2008 GD104               | 29 marzo 2008     | Mount Lemmon Survey |
| 795512 | 2008 GA107               | 11 marzo 2008     | Mount Lemmon Survey |
| 795513 | 2008 GD108               | 15 marzo 2008     | Mount Lemmon Survey |
| 795514 | 2008 GY108               | 13 aprile 2008    | Spacewatch          |
| 795515 | 2008 GF126               | 14 aprile 2008    | Mount Lemmon Survey |
| 795516 | 2008 GF140               | 6 aprile 2008     | Mount Lemmon Survey |
| 795517 | 2008 GO144               | 4 aprile 2008     | CSS                 |
| 795518 | 2008 GV145               | 11 aprile 2008    | Spacewatch          |
| 795519 | 2008 GZ146               | 25 settembre 2019 | Pan-STARRS          |
| 795520 | 2008 GD148               | 28 febbraio 2008  | Spacewatch          |
| 795521 | 2008 GF153               | 14 aprile 2008    | Mount Lemmon Survey |
| 795522 | 2008 GN153               | 10 aprile 2014    | Pan-STARRS          |
| 795523 | 2008 GO153               | 9 febbraio 2016   | Pan-STARRS          |
| 795524 | 2008 GR153               | 23 marzo 2013     | Mount Lemmon Survey |
| 795525 | 2008 GS153               | 20 settembre 2011 | Spacewatch          |
| 795526 | 2008 GF154               | 13 aprile 2008    | Mount Lemmon Survey |
| 795527 | 2008 GM155               | 28 maggio 2014    | Pan-STARRS          |
| 795528 | 2008 GD157               | 4 aprile 2008     | Spacewatch          |
| 795529 | 2008 GM159               | 5 aprile 2008     | Mount Lemmon Survey |
| 795530 | 2008 GW163               | 6 aprile 2008     | Spacewatch          |
| 795531 | 2008 GQ164               | 12 aprile 2013    | Pan-STARRS          |
| 795532 | 2008 GT164               | 16 febbraio 2013  | Mount Lemmon Survey |
| 795533 | 2008 GX166               | 3 aprile 2008     | Mount Lemmon Survey |
| 795534 | 2008 GV167               | 6 aprile 2008     | Mount Lemmon Survey |
| 795535 | 2008 GW167               | 15 aprile 2008    | Mount Lemmon Survey |
| 795536 | 2008 GL168               | 11 aprile 2008    | Mount Lemmon Survey |
| 795537 | 2008 GO169               | 14 aprile 2008    | Spacewatch          |
| 795538 | 2008 GO171               | 7 aprile 2008     | Mount Lemmon Survey |
| 795539 | 2008 GW171               | 12 aprile 2008    | Mount Lemmon Survey |
| 795540 | 2008 GY171               | 8 aprile 2008     | Spacewatch          |
| 795541 | 2008 GL172               | 11 aprile 2008    | Mount Lemmon Survey |
| 795542 | 2008 GP172               | 3 aprile 2008     | Mount Lemmon Survey |
| 795543 | 2008 GJ173               | 14 aprile 2008    | Mount Lemmon Survey |
| 795544 | 2008 GV174               | 13 aprile 2008    | Spacewatch          |
| 795545 | 2008 GH176               | 3 aprile 2008     | Mount Lemmon Survey |
| 795546 | 2008 GS176               | 14 aprile 2008    | Mount Lemmon Survey |
| 795547 | 2008 GA177               | 1 aprile 2008     | Spacewatch          |
| 795548 | 2008 GW177               | 5 aprile 2008     | Mount Lemmon Survey |
| 795549 | 2008 GT178               | 1 aprile 2008     | Mount Lemmon Survey |
| 795550 | 2008 GG179               | 11 aprile 2008    | Mount Lemmon Survey |
| 795551 | 2008 GJ179               | 15 aprile 2008    | Mount Lemmon Survey |
| 795552 | 2008 HJ5                 | 15 aprile 2008    | Mount Lemmon Survey |
| 795553 | 2008 HN11                | 24 aprile 2008    | Spacewatch          |
| 795554 | 2008 HQ19                | 26 aprile 2008    | Spacewatch          |
| 795555 | 2008 HT22                | 15 aprile 2008    | Mount Lemmon Survey |
| 795556 | 2008 HY28                | 29 marzo 2008     | Mount Lemmon Survey |
| 795557 | 2008 HP30                | 29 aprile 2008    | Mount Lemmon Survey |
| 795558 | 2008 HZ31                | 29 aprile 2008    | Mount Lemmon Survey |
| 795559 | 2008 HM32                | 29 aprile 2008    | Mount Lemmon Survey |
| 795560 | 2008 HO34                | 24 febbraio 2008  | Mount Lemmon Survey |
| 795561 | 2008 HG48                | 7 aprile 2008     | Mount Lemmon Survey |
| 795562 | 2008 HR48                | 3 aprile 2008     | Mount Lemmon Survey |
| 795563 | 2008 HT57                | 30 aprile 2008    | Spacewatch          |
| 795564 | 2008 HH58                | 13 aprile 2008    | Mount Lemmon Survey |
| 795565 | 2008 HM63                | 29 aprile 2008    | Spacewatch          |
| 795566 | 2008 HE64                | 29 aprile 2008    | Mount Lemmon Survey |
| 795567 | 2008 HZ65                | 30 aprile 2008    | Spacewatch          |
| 795568 | 2008 HM70                | 5 aprile 2008     | Spacewatch          |
| 795569 | 2008 HK71                | 26 aprile 2008    | Spacewatch          |
| 795570 | 2008 HX71                | 15 settembre 2013 | Mount Lemmon Survey |
| 795571 | 2008 HC72                | 30 aprile 2008    | Mount Lemmon Survey |
| 795572 | 2008 HQ72                | 7 marzo 2017      | Pan-STARRS          |
| 795573 | 2008 HH73                | 23 ottobre 2009   | Mount Lemmon Survey |
| 795574 | 2008 HJ73                | 22 settembre 2017 | Pan-STARRS          |
| 795575 | 2008 HS73                | 24 aprile 2008    | Mount Lemmon Survey |
| 795576 | 2008 HV73                | 17 aprile 2008    | Mount Lemmon Survey |
| 795577 | 2008 HD74                | 24 agosto 2012    | Spacewatch          |
| 795578 | 2008 HV75                | 27 marzo 2017     | Pan-STARRS          |
| 795579 | 2008 HW75                | 27 marzo 2008     | Mount Lemmon Survey |
| 795580 | 2008 HA76                | 27 aprile 2008    | Spacewatch          |
| 795581 | 2008 HU76                | 29 settembre 2014 | Pan-STARRS          |
| 795582 | 2008 HV76                | 7 maggio 2014     | Pan-STARRS          |
| 795583 | 2008 HJ77                | 30 aprile 2008    | Mount Lemmon Survey |
| 795584 | 2008 HZ77                | 9 aprile 2008     | Spacewatch          |
| 795585 | 2008 HH78                | 27 aprile 2008    | Spacewatch          |
| 795586 | 2008 HL78                | 28 aprile 2008    | Mount Lemmon Survey |
| 795587 | 2008 HM78                | 29 aprile 2008    | Mount Lemmon Survey |
| 795588 | 2008 HX78                | 29 aprile 2008    | Spacewatch          |
| 795589 | 2008 HY79                | 29 aprile 2008    | Spacewatch          |
| 795590 | 2008 JS                  | 2 maggio 2008     | J.-C. Merlin        |
| 795591 | 2008 JD3                 | 6 aprile 2008     | Mount Lemmon Survey |
| 795592 | 2008 JB7                 | 2 maggio 2008     | Spacewatch          |
| 795593 | 2008 JS12                | 3 maggio 2008     | Spacewatch          |
| 795594 | 2008 JP15                | 2 maggio 2008     | Spacewatch          |
| 795595 | 2008 JY15                | 4 aprile 2008     | Spacewatch          |
| 795596 | 2008 JG16                | 3 maggio 2008     | Mount Lemmon Survey |
| 795597 | 2008 JV17                | 14 aprile 2008    | Mount Lemmon Survey |
| 795598 | 2008 JA19                | 5 aprile 2008     | Spacewatch          |
| 795599 | 2008 JE19                | 6 aprile 2008     | Mount Lemmon Survey |
| 795600 | 2008 JX25                | 30 aprile 2008    | Spacewatch          |

## 795601–795700
| Nome   | Designazione provvisoria | Data di scoperta  | Scopritore                          |
| ------ | ------------------------ | ----------------- | ----------------------------------- |
| 795601 | 2008 JE28                | 8 maggio 2008     | Spacewatch                          |
| 795602 | 2008 JP29                | 13 maggio 2008    | Mount Lemmon Survey                 |
| 795603 | 2008 JF30                | 3 maggio 2008     | Spacewatch                          |
| 795604 | 2008 JH32                | 7 maggio 2008     | Spacewatch                          |
| 795605 | 2008 JQ44                | 14 maggio 2008    | Spacewatch                          |
| 795606 | 2008 JD45                | 8 maggio 2008     | Mount Lemmon Survey                 |
| 795607 | 2008 JE45                | 5 maggio 2008     | Mount Lemmon Survey                 |
| 795608 | 2008 JV45                | 6 maggio 2008     | Mount Lemmon Survey                 |
| 795609 | 2008 JQ48                | 12 settembre 2015 | Pan-STARRS                          |
| 795610 | 2008 JF51                | 6 maggio 2008     | Spacewatch                          |
| 795611 | 2008 JD52                | 3 maggio 2008     | Mount Lemmon Survey                 |
| 795612 | 2008 JH52                | 5 maggio 2008     | Mount Lemmon Survey                 |
| 795613 | 2008 JR52                | 27 aprile 2008    | Spacewatch                          |
| 795614 | 2008 JT52                | 2 maggio 2008     | Spacewatch                          |
| 795615 | 2008 JH53                | 14 maggio 2008    | Mount Lemmon Survey                 |
| 795616 | 2008 KC1                 | 26 maggio 2008    | Spacewatch                          |
| 795617 | 2008 KT13                | 27 maggio 2008    | Spacewatch                          |
| 795618 | 2008 KP22                | 28 maggio 2008    | Spacewatch                          |
| 795619 | 2008 KQ22                | 15 aprile 2008    | Mount Lemmon Survey                 |
| 795620 | 2008 KD25                | 5 aprile 2008     | Spacewatch                          |
| 795621 | 2008 KJ29                | 29 maggio 2008    | Spacewatch                          |
| 795622 | 2008 KY33                | 29 maggio 2008    | Spacewatch                          |
| 795623 | 2008 KQ42                | 31 maggio 2008    | Mount Lemmon Survey                 |
| 795624 | 2008 KK43                | 4 aprile 2019     | Pan-STARRS                          |
| 795625 | 2008 KS44                | 14 maggio 2008    | Mount Lemmon Survey                 |
| 795626 | 2008 KD48                | 9 ottobre 2015    | Pan-STARRS                          |
| 795627 | 2008 KO48                | 30 maggio 2008    | Mount Lemmon Survey                 |
| 795628 | 2008 LR1                 | 2 giugno 2008     | Mount Lemmon Survey                 |
| 795629 | 2008 LE12                | 6 maggio 2008     | Mount Lemmon Survey                 |
| 795630 | 2008 LY12                | 6 aprile 2008     | Spacewatch                          |
| 795631 | 2008 LC19                | 7 febbraio 2011   | Mount Lemmon Survey                 |
| 795632 | 2008 LY19                | 1 giugno 2008     | Spacewatch                          |
| 795633 | 2008 MR5                 | 27 giugno 2008    | SSS                                 |
| 795634 | 2008 MS5                 | 26 giugno 2008    | SSS                                 |
| 795635 | 2008 NQ1                 | 6 luglio 2008     | R. Ferrando, M. Ferrando            |
| 795636 | 2008 NX3                 | 13 luglio 2008    | G. Hug                              |
| 795637 | 2008 OE12                | 26 luglio 2008    | Osservatorio astronomico di Maiorca |
| 795638 | 2008 ON12                | 22 dicembre 2005  | Spacewatch                          |
| 795639 | 2008 OG14                | 31 luglio 2008    | F. Kugel                            |
| 795640 | 2008 OJ17                | 29 luglio 2008    | Mount Lemmon Survey                 |
| 795641 | 2008 OM18                | 30 luglio 2008    | Mount Lemmon Survey                 |
| 795642 | 2008 OH30                | 13 febbraio 2011  | Mount Lemmon Survey                 |
| 795643 | 2008 PF17                | 11 agosto 2008    | Osservatorio astronomico di Maiorca |
| 795644 | 2008 PP22                | 6 agosto 2008     | Alianza S4 Obs.                     |
| 795645 | 2008 PT23                | 5 febbraio 2011   | Pan-STARRS                          |
| 795646 | 2008 QB7                 | 26 agosto 2008    | C. Demeautis, J.-M. Lopez           |
| 795647 | 2008 QW19                | 29 agosto 2008    | R. Apitzsch                         |
| 795648 | 2008 QR22                | 25 agosto 2008    | S. Matičič                          |
| 795649 | 2008 QW24                | 30 agosto 2008    | F. Kugel                            |
| 795650 | 2008 QN40                | 24 agosto 2008    | Spacewatch                          |
| 795651 | 2008 QW45                | 26 agosto 2008    | LINEAR                              |
| 795652 | 2008 QC51                | 24 agosto 2008    | Spacewatch                          |
| 795653 | 2008 QH51                | 24 agosto 2008    | Spacewatch                          |
| 795654 | 2008 QW51                | 21 agosto 2008    | Spacewatch                          |
| 795655 | 2008 QU52                | 21 agosto 2008    | Spacewatch                          |
| 795656 | 2008 QZ52                | 28 marzo 2016     | CTIO-DECam                          |
| 795657 | 2008 RR                  | 29 maggio 2008    | Mount Lemmon Survey                 |
| 795658 | 2008 RW7                 | 19 dicembre 2009  | Mount Lemmon Survey                 |
| 795659 | 2008 RJ13                | 4 settembre 2008  | Spacewatch                          |
| 795660 | 2008 RC21                | 4 settembre 2008  | Spacewatch                          |
| 795661 | 2008 RS26                | 2 settembre 2008  | SSS                                 |
| 795662 | 2008 RM30                | 2 settembre 2008  | Spacewatch                          |
| 795663 | 2008 RV30                | 2 settembre 2008  | Spacewatch                          |
| 795664 | 2008 RZ30                | 2 settembre 2008  | Spacewatch                          |
| 795665 | 2008 RA44                | 2 settembre 2008  | Spacewatch                          |
| 795666 | 2008 RX61                | 4 settembre 2008  | Spacewatch                          |
| 795667 | 2008 RD63                | 4 settembre 2008  | Spacewatch                          |
| 795668 | 2008 RB68                | 4 settembre 2008  | Spacewatch                          |
| 795669 | 2008 RP70                | 28 agosto 2008    | J. Skvarč                           |
| 795670 | 2008 RF84                | 4 settembre 2008  | Spacewatch                          |
| 795671 | 2008 RD102               | 3 settembre 2008  | Spacewatch                          |
| 795672 | 2008 RX103               | 5 settembre 2008  | Spacewatch                          |
| 795673 | 2008 RV111               | 4 settembre 2008  | Spacewatch                          |
| 795674 | 2008 RD118               | 9 settembre 2008  | Mount Lemmon Survey                 |
| 795675 | 2008 RP122               | 4 settembre 2008  | Spacewatch                          |
| 795676 | 2008 RC143               | 2 settembre 2008  | Spacewatch                          |
| 795677 | 2008 RK143               | 4 settembre 2008  | Spacewatch                          |
| 795678 | 2008 RF149               | 7 settembre 2008  | Mount Lemmon Survey                 |
| 795679 | 2008 RG151               | 10 gennaio 2014   | Spacewatch                          |
| 795680 | 2008 RD152               | 4 settembre 2008  | Spacewatch                          |
| 795681 | 2008 RJ153               | 4 settembre 2008  | Spacewatch                          |
| 795682 | 2008 RK155               | 7 settembre 2008  | Mount Lemmon Survey                 |
| 795683 | 2008 RQ156               | 19 febbraio 2014  | Mount Lemmon Survey                 |
| 795684 | 2008 RH157               | 3 settembre 2008  | Spacewatch                          |
| 795685 | 2008 RF158               | 4 settembre 2008  | Spacewatch                          |
| 795686 | 2008 RG160               | 4 marzo 2016      | Pan-STARRS                          |
| 795687 | 2008 RB164               | 18 novembre 2014  | Mount Lemmon Survey                 |
| 795688 | 2008 RQ165               | 5 settembre 2008  | Spacewatch                          |
| 795689 | 2008 RC166               | 9 settembre 2008  | Mount Lemmon Survey                 |
| 795690 | 2008 RX166               | 3 settembre 2008  | Spacewatch                          |
| 795691 | 2008 RG168               | 7 settembre 2008  | Mount Lemmon Survey                 |
| 795692 | 2008 RG169               | 6 settembre 2008  | Mount Lemmon Survey                 |
| 795693 | 2008 RA170               | 7 settembre 2008  | Mount Lemmon Survey                 |
| 795694 | 2008 RK170               | 9 settembre 2008  | CSS                                 |
| 795695 | 2008 RO174               | 7 settembre 2008  | Mount Lemmon Survey                 |
| 795696 | 2008 RO176               | 7 settembre 2008  | Mount Lemmon Survey                 |
| 795697 | 2008 RH177               | 9 settembre 2008  | Mount Lemmon Survey                 |
| 795698 | 2008 RH179               | 5 settembre 2008  | Spacewatch                          |
| 795699 | 2008 RE180               | 4 settembre 2008  | Spacewatch                          |
| 795700 | 2008 RB184               | 3 settembre 2008  | Spacewatch                          |

## 795701–795800
| Nome   | Designazione provvisoria | Data di scoperta  | Scopritore                |
| ------ | ------------------------ | ----------------- | ------------------------- |
| 795701 | 2008 RM185               | 4 settembre 2008  | Spacewatch                |
| 795702 | 2008 RR185               | 6 settembre 2008  | Spacewatch                |
| 795703 | 2008 RC186               | 4 settembre 2008  | Spacewatch                |
| 795704 | 2008 RN186               | 7 settembre 2008  | Mount Lemmon Survey       |
| 795705 | 2008 RE188               | 4 settembre 2008  | Spacewatch                |
| 795706 | 2008 SK                  | 21 settembre 2008 | CSS                       |
| 795707 | 2008 SD12                | 2 settembre 2008  | SSS                       |
| 795708 | 2008 SX12                | 2 settembre 2008  | Spacewatch                |
| 795709 | 2008 SV30                | 9 settembre 2008  | Spacewatch                |
| 795710 | 2008 SW42                | 20 settembre 2008 | Spacewatch                |
| 795711 | 2008 SN49                | 24 agosto 2008    | Spacewatch                |
| 795712 | 2008 SV64                | 7 settembre 2008  | Mount Lemmon Survey       |
| 795713 | 2008 SL65                | 21 settembre 2008 | Mount Lemmon Survey       |
| 795714 | 2008 SW76                | 24 agosto 2008    | Spacewatch                |
| 795715 | 2008 SW78                | 3 settembre 2008  | Spacewatch                |
| 795716 | 2008 SQ82                | 8 settembre 2008  | Spacewatch                |
| 795717 | 2008 SN96                | 9 settembre 2008  | Mount Lemmon Survey       |
| 795718 | 2008 SH102               | 21 settembre 2008 | Spacewatch                |
| 795719 | 2008 SC103               | 7 settembre 2008  | Mount Lemmon Survey       |
| 795720 | 2008 SH103               | 6 settembre 2008  | Mount Lemmon Survey       |
| 795721 | 2008 SD105               | 21 settembre 2008 | Spacewatch                |
| 795722 | 2008 SC106               | 7 settembre 2008  | Mount Lemmon Survey       |
| 795723 | 2008 SE113               | 20 settembre 2008 | CSS                       |
| 795724 | 2008 SX132               | 22 settembre 2008 | Spacewatch                |
| 795725 | 2008 SH133               | 22 settembre 2008 | Spacewatch                |
| 795726 | 2008 SF139               | 23 settembre 2008 | Spacewatch                |
| 795727 | 2008 SB180               | 24 settembre 2008 | Mount Lemmon Survey       |
| 795728 | 2008 SR183               | 24 settembre 2008 | Spacewatch                |
| 795729 | 2008 SE186               | 25 settembre 2008 | Mount Lemmon Survey       |
| 795730 | 2008 SZ198               | 26 settembre 2008 | Mount Lemmon Survey       |
| 795731 | 2008 SJ199               | 26 settembre 2008 | Mount Lemmon Survey       |
| 795732 | 2008 SF216               | 29 settembre 2008 | Mount Lemmon Survey       |
| 795733 | 2008 SQ218               | 24 settembre 2008 | CSS                       |
| 795734 | 2008 SV223               | 25 settembre 2008 | Mount Lemmon Survey       |
| 795735 | 2008 SJ224               | 26 settembre 2008 | Spacewatch                |
| 795736 | 2008 SD227               | 28 settembre 2008 | Mount Lemmon Survey       |
| 795737 | 2008 SF230               | 28 settembre 2008 | Mount Lemmon Survey       |
| 795738 | 2008 SH231               | 3 dicembre 2005   | Osservatorio di Mauna Kea |
| 795739 | 2008 SW236               | 29 settembre 2008 | Spacewatch                |
| 795740 | 2008 SU238               | 24 agosto 2008    | Spacewatch                |
| 795741 | 2008 ST247               | 28 settembre 2008 | Mount Lemmon Survey       |
| 795742 | 2008 SX248               | 21 settembre 2008 | Spacewatch                |
| 795743 | 2008 SE253               | 21 settembre 2008 | Spacewatch                |
| 795744 | 2008 SM254               | 22 settembre 2008 | Mount Lemmon Survey       |
| 795745 | 2008 SO259               | 23 settembre 2008 | Mount Lemmon Survey       |
| 795746 | 2008 SM262               | 24 settembre 2008 | Spacewatch                |
| 795747 | 2008 SS270               | 25 settembre 2008 | Spacewatch                |
| 795748 | 2008 SV273               | 10 settembre 2008 | Spacewatch                |
| 795749 | 2008 SM274               | 20 settembre 2008 | Spacewatch                |
| 795750 | 2008 SP298               | 21 settembre 2008 | Mount Lemmon Survey       |
| 795751 | 2008 SL299               | 22 settembre 2008 | Spacewatch                |
| 795752 | 2008 SB300               | 22 settembre 2008 | Spacewatch                |
| 795753 | 2008 SG305               | 26 settembre 2008 | Spacewatch                |
| 795754 | 2008 SC311               | 17 novembre 2014  | Pan-STARRS                |
| 795755 | 2008 SN314               | 23 settembre 2008 | Mount Lemmon Survey       |
| 795756 | 2008 SN316               | 11 luglio 2004    | LINEAR                    |
| 795757 | 2008 SP316               | 24 settembre 2008 | Mount Lemmon Survey       |
| 795758 | 2008 SB317               | 30 aprile 2016    | Pan-STARRS                |
| 795759 | 2008 SE317               | 23 settembre 2008 | Mount Lemmon Survey       |
| 795760 | 2008 SS319               | 3 luglio 2011     | Mount Lemmon Survey       |
| 795761 | 2008 SO322               | 14 marzo 2011     | Mount Lemmon Survey       |
| 795762 | 2008 SP328               | 3 gennaio 2016    | Pan-STARRS                |
| 795763 | 2008 SQ333               | 14 maggio 2018    | Mount Lemmon Survey       |
| 795764 | 2008 SR333               | 8 febbraio 2011   | Mount Lemmon Survey       |
| 795765 | 2008 SX334               | 13 luglio 2013    | Pan-STARRS                |
| 795766 | 2008 SB335               | 10 febbraio 2011  | Mount Lemmon Survey       |
| 795767 | 2008 SM336               | 17 novembre 2014  | Pan-STARRS                |
| 795768 | 2008 SR337               | 19 settembre 2014 | Pan-STARRS                |
| 795769 | 2008 SV337               | 29 settembre 2008 | Mount Lemmon Survey       |
| 795770 | 2008 SB341               | 29 settembre 2008 | Mount Lemmon Survey       |
| 795771 | 2008 SZ341               | 20 settembre 2008 | Mount Lemmon Survey       |
| 795772 | 2008 SU345               | 28 settembre 2008 | Mount Lemmon Survey       |
| 795773 | 2008 SY346               | 24 settembre 2008 | Mount Lemmon Survey       |
| 795774 | 2008 SC348               | 29 settembre 2008 | Spacewatch                |
| 795775 | 2008 SW348               | 28 settembre 2008 | Mount Lemmon Survey       |
| 795776 | 2008 SF349               | 21 settembre 2008 | Spacewatch                |
| 795777 | 2008 SU349               | 23 settembre 2008 | Spacewatch                |
| 795778 | 2008 SL351               | 23 settembre 2008 | Mount Lemmon Survey       |
| 795779 | 2008 SY354               | 26 settembre 2008 | Spacewatch                |
| 795780 | 2008 SB355               | 22 settembre 2008 | Mount Lemmon Survey       |
| 795781 | 2008 SC355               | 29 settembre 2008 | Mount Lemmon Survey       |
| 795782 | 2008 SK358               | 24 settembre 2008 | Mount Lemmon Survey       |
| 795783 | 2008 SW358               | 24 settembre 2008 | Spacewatch                |
| 795784 | 2008 SF360               | 23 settembre 2008 | Spacewatch                |
| 795785 | 2008 SO361               | 24 settembre 2008 | Mount Lemmon Survey       |
| 795786 | 2008 SV361               | 23 settembre 2008 | Spacewatch                |
| 795787 | 2008 SW363               | 23 settembre 2008 | Mount Lemmon Survey       |
| 795788 | 2008 TG12                | 1 ottobre 2008    | Mount Lemmon Survey       |
| 795789 | 2008 TX12                | 2 settembre 2008  | Spacewatch                |
| 795790 | 2008 TH13                | 1 ottobre 2008    | Mount Lemmon Survey       |
| 795791 | 2008 TQ13                | 19 settembre 2008 | Spacewatch                |
| 795792 | 2008 TB14                | 1 ottobre 2008    | Mount Lemmon Survey       |
| 795793 | 2008 TH14                | 21 settembre 2008 | Spacewatch                |
| 795794 | 2008 TE15                | 21 settembre 2008 | Spacewatch                |
| 795795 | 2008 TR16                | 1 ottobre 2008    | Mount Lemmon Survey       |
| 795796 | 2008 TG23                | 7 settembre 2008  | Mount Lemmon Survey       |
| 795797 | 2008 TY33                | 1 ottobre 2008    | Spacewatch                |
| 795798 | 2008 TV39                | 1 ottobre 2008    | Spacewatch                |
| 795799 | 2008 TU41                | 1 ottobre 2008    | Mount Lemmon Survey       |
| 795800 | 2008 TK50                | 24 settembre 2008 | Spacewatch                |

## 795801–795900
| Nome   | Designazione provvisoria | Data di scoperta  | Scopritore          |
| ------ | ------------------------ | ----------------- | ------------------- |
| 795801 | 2008 TQ55                | 2 ottobre 2008    | Spacewatch          |
| 795802 | 2008 TB56                | 2 ottobre 2008    | Spacewatch          |
| 795803 | 2008 TK81                | 1 ottobre 2005    | Mount Lemmon Survey |
| 795804 | 2008 TF87                | 24 settembre 2008 | Spacewatch          |
| 795805 | 2008 TQ97                | 6 ottobre 2008    | Spacewatch          |
| 795806 | 2008 TO99                | 24 settembre 2008 | Spacewatch          |
| 795807 | 2008 TH100               | 20 settembre 2008 | Spacewatch          |
| 795808 | 2008 TG105               | 22 settembre 2008 | Mount Lemmon Survey |
| 795809 | 2008 TN107               | 6 ottobre 2008    | Mount Lemmon Survey |
| 795810 | 2008 TA117               | 6 ottobre 2008    | Mount Lemmon Survey |
| 795811 | 2008 TW122               | 7 ottobre 2008    | Spacewatch          |
| 795812 | 2008 TD123               | 7 ottobre 2008    | Spacewatch          |
| 795813 | 2008 TL142               | 7 ottobre 2008    | Spacewatch          |
| 795814 | 2008 TT147               | 9 ottobre 2008    | Mount Lemmon Survey |
| 795815 | 2008 TU148               | 2 settembre 2008  | Spacewatch          |
| 795816 | 2008 TR149               | 9 ottobre 2008    | Mount Lemmon Survey |
| 795817 | 2008 TC162               | 10 ottobre 2008   | Mount Lemmon Survey |
| 795818 | 2008 TS168               | 3 ottobre 2008    | Mount Lemmon Survey |
| 795819 | 2008 TW171               | 8 ottobre 2008    | Spacewatch          |
| 795820 | 2008 TE176               | 1 ottobre 2008    | Spacewatch          |
| 795821 | 2008 TN183               | 2 ottobre 2008    | Spacewatch          |
| 795822 | 2008 TZ195               | 10 ottobre 2008   | Mount Lemmon Survey |
| 795823 | 2008 TK199               | 24 settembre 2017 | Mount Lemmon Survey |
| 795824 | 2008 TA200               | 8 ottobre 2008    | Mount Lemmon Survey |
| 795825 | 2008 TJ206               | 6 ottobre 2008    | Mount Lemmon Survey |
| 795826 | 2008 TM207               | 26 gennaio 2017   | Pan-STARRS          |
| 795827 | 2008 TC212               | 1 ottobre 2008    | Mount Lemmon Survey |
| 795828 | 2008 TA215               | 27 aprile 2012    | Pan-STARRS          |
| 795829 | 2008 TU217               | 9 ottobre 2008    | Spacewatch          |
| 795830 | 2008 TD218               | 8 ottobre 2008    | Mount Lemmon Survey |
| 795831 | 2008 TL218               | 2 ottobre 2008    | Spacewatch          |
| 795832 | 2008 TB221               | 7 ottobre 2008    | Mount Lemmon Survey |
| 795833 | 2008 TU225               | 2 ottobre 2008    | Spacewatch          |
| 795834 | 2008 TE227               | 6 ottobre 2008    | Mount Lemmon Survey |
| 795835 | 2008 TM227               | 1 ottobre 2008    | Mount Lemmon Survey |
| 795836 | 2008 TS227               | 3 ottobre 2008    | Mount Lemmon Survey |
| 795837 | 2008 TQ228               | 7 ottobre 2008    | Mount Lemmon Survey |
| 795838 | 2008 TZ228               | 9 ottobre 2008    | Mount Lemmon Survey |
| 795839 | 2008 TF229               | 8 ottobre 2008    | Mount Lemmon Survey |
| 795840 | 2008 TG230               | 8 ottobre 2008    | Mount Lemmon Survey |
| 795841 | 2008 TL230               | 6 ottobre 2008    | Spacewatch          |
| 795842 | 2008 TV230               | 8 ottobre 2008    | Mount Lemmon Survey |
| 795843 | 2008 TM236               | 6 ottobre 2008    | Spacewatch          |
| 795844 | 2008 TU237               | 7 ottobre 2008    | Mount Lemmon Survey |
| 795845 | 2008 TV237               | 2 ottobre 2008    | Mount Lemmon Survey |
| 795846 | 2008 TB238               | 1 ottobre 2008    | Mount Lemmon Survey |
| 795847 | 2008 TK238               | 10 ottobre 2008   | Mount Lemmon Survey |
| 795848 | 2008 TW238               | 1 ottobre 2008    | Spacewatch          |
| 795849 | 2008 TO239               | 8 ottobre 2008    | Mount Lemmon Survey |
| 795850 | 2008 TO241               | 7 ottobre 2008    | Spacewatch          |
| 795851 | 2008 TS242               | 8 ottobre 2008    | Mount Lemmon Survey |
| 795852 | 2008 US20                | 6 ottobre 2008    | Spacewatch          |
| 795853 | 2008 UJ29                | 24 settembre 2008 | Mount Lemmon Survey |
| 795854 | 2008 UX44                | 18 ottobre 1999   | Spacewatch          |
| 795855 | 2008 UD50                | 29 settembre 2008 | Spacewatch          |
| 795856 | 2008 UH64                | 21 ottobre 2008   | Mount Lemmon Survey |
| 795857 | 2008 UC71                | 21 ottobre 2008   | Spacewatch          |
| 795858 | 2008 UF85                | 23 ottobre 2008   | Spacewatch          |
| 795859 | 2008 UP86                | 23 ottobre 2008   | Spacewatch          |
| 795860 | 2008 US96                | 6 settembre 2008  | Mount Lemmon Survey |
| 795861 | 2008 US100               | 26 aprile 2006    | Cerro Tololo Obs.   |
| 795862 | 2008 US101               | 20 ottobre 2008   | Spacewatch          |
| 795863 | 2008 UC105               | 20 ottobre 2008   | Mount Lemmon Survey |
| 795864 | 2008 UZ137               | 23 ottobre 2008   | Spacewatch          |
| 795865 | 2008 UU140               | 23 ottobre 2008   | Spacewatch          |
| 795866 | 2008 UA142               | 22 settembre 2008 | Mount Lemmon Survey |
| 795867 | 2008 UT149               | 2 ottobre 2008    | Spacewatch          |
| 795868 | 2008 UJ161               | 24 settembre 2008 | Spacewatch          |
| 795869 | 2008 UA162               | 24 ottobre 2008   | Spacewatch          |
| 795870 | 2008 UX165               | 24 ottobre 2008   | Spacewatch          |
| 795871 | 2008 UE172               | 6 settembre 2008  | Mount Lemmon Survey |
| 795872 | 2008 UO176               | 24 ottobre 2008   | Mount Lemmon Survey |
| 795873 | 2008 UO181               | 26 settembre 2008 | Spacewatch          |
| 795874 | 2008 UR181               | 23 settembre 2008 | Spacewatch          |
| 795875 | 2008 UZ183               | 27 settembre 2008 | Mount Lemmon Survey |
| 795876 | 2008 UF184               | 24 ottobre 2008   | Spacewatch          |
| 795877 | 2008 UW207               | 23 ottobre 2008   | Spacewatch          |
| 795878 | 2008 UF208               | 23 ottobre 2008   | Spacewatch          |
| 795879 | 2008 UA220               | 25 ottobre 2008   | Spacewatch          |
| 795880 | 2008 UX220               | 23 settembre 2008 | Mount Lemmon Survey |
| 795881 | 2008 UC231               | 26 ottobre 2008   | Spacewatch          |
| 795882 | 2008 UP231               | 26 ottobre 2008   | Spacewatch          |
| 795883 | 2008 UU232               | 18 settembre 2003 | Spacewatch          |
| 795884 | 2008 UF242               | 26 ottobre 2008   | Spacewatch          |
| 795885 | 2008 UK247               | 26 ottobre 2008   | Spacewatch          |
| 795886 | 2008 UW250               | 27 ottobre 2008   | Spacewatch          |
| 795887 | 2008 UG262               | 27 ottobre 2008   | Spacewatch          |
| 795888 | 2008 UT266               | 28 ottobre 2008   | Spacewatch          |
| 795889 | 2008 UZ270               | 20 ottobre 2008   | Mount Lemmon Survey |
| 795890 | 2008 UU271               | 28 ottobre 2008   | Spacewatch          |
| 795891 | 2008 UL279               | 28 ottobre 2008   | Mount Lemmon Survey |
| 795892 | 2008 UW283               | 29 settembre 2008 | Mount Lemmon Survey |
| 795893 | 2008 UW291               | 9 ottobre 2008    | Spacewatch          |
| 795894 | 2008 UK297               | 21 ottobre 2008   | Spacewatch          |
| 795895 | 2008 UH312               | 8 ottobre 2008    | Mount Lemmon Survey |
| 795896 | 2008 UM319               | 31 ottobre 2008   | Mount Lemmon Survey |
| 795897 | 2008 UG321               | 22 ottobre 2008   | Spacewatch          |
| 795898 | 2008 UE342               | 28 ottobre 2008   | Mount Lemmon Survey |
| 795899 | 2008 UG348               | 24 ottobre 2008   | Mount Lemmon Survey |
| 795900 | 2008 UV358               | 27 ottobre 2008   | Spacewatch          |

## 795901–796000
| Nome   | Designazione provvisoria | Data di scoperta  | Scopritore                |
| ------ | ------------------------ | ----------------- | ------------------------- |
| 795901 | 2008 UB363               | 2 ottobre 2008    | CSS                       |
| 795902 | 2008 UG378               | 27 ottobre 2008   | Mount Lemmon Survey       |
| 795903 | 2008 UW378               | 5 giugno 2016     | Pan-STARRS                |
| 795904 | 2008 UC383               | 13 marzo 2016     | Pan-STARRS                |
| 795905 | 2008 UU383               | 26 ottobre 2008   | Spacewatch                |
| 795906 | 2008 UO385               | 16 novembre 2014  | Mount Lemmon Survey       |
| 795907 | 2008 UL386               | 27 ottobre 2008   | Spacewatch                |
| 795908 | 2008 UX387               | 26 ottobre 2008   | Spacewatch                |
| 795909 | 2008 UG391               | 18 agosto 2017    | Pan-STARRS                |
| 795910 | 2008 UM391               | 23 ottobre 2008   | Spacewatch                |
| 795911 | 2008 UH395               | 27 ottobre 2008   | Mount Lemmon Survey       |
| 795912 | 2008 UM398               | 5 gennaio 2017    | Mount Lemmon Survey       |
| 795913 | 2008 US398               | 28 ottobre 2008   | Spacewatch                |
| 795914 | 2008 UZ399               | 5 febbraio 2016   | Pan-STARRS                |
| 795915 | 2008 UR401               | 6 febbraio 2016   | Pan-STARRS                |
| 795916 | 2008 UH403               | 29 ottobre 2008   | Spacewatch                |
| 795917 | 2008 UF404               | 27 ottobre 2008   | Spacewatch                |
| 795918 | 2008 UT404               | 27 ottobre 2008   | Spacewatch                |
| 795919 | 2008 UV407               | 20 ottobre 2008   | Mount Lemmon Survey       |
| 795920 | 2008 UQ408               | 28 ottobre 2008   | Spacewatch                |
| 795921 | 2008 UR408               | 20 ottobre 2008   | Mount Lemmon Survey       |
| 795922 | 2008 UN409               | 28 ottobre 2008   | Mount Lemmon Survey       |
| 795923 | 2008 UD415               | 29 ottobre 2008   | Spacewatch                |
| 795924 | 2008 UT420               | 27 ottobre 2008   | Mount Lemmon Survey       |
| 795925 | 2008 UD421               | 28 ottobre 2008   | Spacewatch                |
| 795926 | 2008 UB424               | 27 ottobre 2008   | Spacewatch                |
| 795927 | 2008 UH425               | 27 ottobre 2008   | Spacewatch                |
| 795928 | 2008 UR426               | 14 settembre 2013 | Pan-STARRS                |
| 795929 | 2008 UB427               | 28 ottobre 2008   | Mount Lemmon Survey       |
| 795930 | 2008 UE427               | 28 ottobre 2008   | Mount Lemmon Survey       |
| 795931 | 2008 UQ428               | 20 ottobre 2008   | Mount Lemmon Survey       |
| 795932 | 2008 VQ32                | 2 novembre 2008   | Mount Lemmon Survey       |
| 795933 | 2008 VX32                | 2 novembre 2008   | Mount Lemmon Survey       |
| 795934 | 2008 VL36                | 2 novembre 2008   | Mount Lemmon Survey       |
| 795935 | 2008 VN44                | 3 novembre 2008   | Mount Lemmon Survey       |
| 795936 | 2008 VJ54                | 6 novembre 2008   | Mount Lemmon Survey       |
| 795937 | 2008 VF65                | 15 ottobre 2017   | Mount Lemmon Survey       |
| 795938 | 2008 VE86                | 6 novembre 2008   | Spacewatch                |
| 795939 | 2008 VH88                | 9 agosto 2013     | Spacewatch                |
| 795940 | 2008 VK93                | 17 gennaio 2015   | Pan-STARRS                |
| 795941 | 2008 VJ95                | 23 gennaio 2014   | Mount Lemmon Survey       |
| 795942 | 2008 VZ97                | 3 novembre 2008   | Mount Lemmon Survey       |
| 795943 | 2008 VS99                | 3 novembre 2008   | Spacewatch                |
| 795944 | 2008 VB100               | 1 novembre 2008   | Mount Lemmon Survey       |
| 795945 | 2008 VR103               | 1 novembre 2008   | Mount Lemmon Survey       |
| 795946 | 2008 VY103               | 9 novembre 2008   | Spacewatch                |
| 795947 | 2008 VU104               | 6 novembre 2008   | Spacewatch                |
| 795948 | 2008 VF108               | 1 novembre 2008   | Mount Lemmon Survey       |
| 795949 | 2008 VQ108               | 2 novembre 2008   | Spacewatch                |
| 795950 | 2008 VX108               | 8 novembre 2008   | Mount Lemmon Survey       |
| 795951 | 2008 VF111               | 2 novembre 2008   | Mount Lemmon Survey       |
| 795952 | 2008 WG3                 | 6 ottobre 2008    | Spacewatch                |
| 795953 | 2008 WR9                 | 2 novembre 2008   | Spacewatch                |
| 795954 | 2008 WX17                | 28 ottobre 2008   | Spacewatch                |
| 795955 | 2008 WC30                | 19 novembre 2008  | Mount Lemmon Survey       |
| 795956 | 2008 WT36                | 17 novembre 2008  | Spacewatch                |
| 795957 | 2008 WQ51                | 24 ottobre 2008   | Spacewatch                |
| 795958 | 2008 WY56                | 20 novembre 2008  | Mount Lemmon Survey       |
| 795959 | 2008 WR73                | 19 novembre 2008  | Mount Lemmon Survey       |
| 795960 | 2008 WN75                | 20 novembre 2008  | Spacewatch                |
| 795961 | 2008 WQ75                | 20 novembre 2008  | Spacewatch                |
| 795962 | 2008 WW81                | 20 novembre 2008  | Spacewatch                |
| 795963 | 2008 WP93                | 22 novembre 2008  | Mount Lemmon Survey       |
| 795964 | 2008 WD96                | 30 novembre 2008  | Spacewatch                |
| 795965 | 2008 WC104               | 21 novembre 2008  | Spacewatch                |
| 795966 | 2008 WZ112               | 30 novembre 2008  | Spacewatch                |
| 795967 | 2008 WJ152               | 21 novembre 2008  | Spacewatch                |
| 795968 | 2008 WX152               | 10 febbraio 2016  | Pan-STARRS                |
| 795969 | 2008 WT157               | 20 novembre 2008  | Spacewatch                |
| 795970 | 2008 WH161               | 19 novembre 2008  | Spacewatch                |
| 795971 | 2008 WC165               | 30 novembre 2008  | Spacewatch                |
| 795972 | 2008 WS165               | 20 novembre 2008  | Spacewatch                |
| 795973 | 2008 WV165               | 20 novembre 2008  | Mount Lemmon Survey       |
| 795974 | 2008 WU166               | 6 febbraio 2016   | Pan-STARRS                |
| 795975 | 2008 WG167               | 20 novembre 2008  | Spacewatch                |
| 795976 | 2008 WW167               | 19 novembre 2008  | Spacewatch                |
| 795977 | 2008 WC168               | 25 novembre 2008  | Osservatorio di Mauna Kea |
| 795978 | 2008 XA9                 | 1 dicembre 2008   | Mount Lemmon Survey       |
| 795979 | 2008 XF12                | 2 dicembre 2008   | Mount Lemmon Survey       |
| 795980 | 2008 XO16                | 1 dicembre 2008   | Spacewatch                |
| 795981 | 2008 XL28                | 4 dicembre 2008   | Mount Lemmon Survey       |
| 795982 | 2008 XM29                | 5 dicembre 2008   | Mount Lemmon Survey       |
| 795983 | 2008 XT34                | 2 dicembre 2008   | Spacewatch                |
| 795984 | 2008 XY53                | 1 dicembre 2008   | Spacewatch                |
| 795985 | 2008 XH58                | 22 giugno 2011    | Mount Lemmon Survey       |
| 795986 | 2008 XF60                | 20 agosto 2017    | Pan-STARRS                |
| 795987 | 2008 XN64                | 18 settembre 2017 | Pan-STARRS                |
| 795988 | 2008 XV64                | 1 aprile 2014     | Spacewatch                |
| 795989 | 2008 XU67                | 20 novembre 2004  | Spacewatch                |
| 795990 | 2008 XR68                | 5 dicembre 2008   | Mount Lemmon Survey       |
| 795991 | 2008 XC69                | 4 dicembre 2008   | Mount Lemmon Survey       |
| 795992 | 2008 XV70                | 4 dicembre 2008   | Spacewatch                |
| 795993 | 2008 YH19                | 21 dicembre 2008  | Mount Lemmon Survey       |
| 795994 | 2008 YS27                | 29 dicembre 2008  | Mount Lemmon Survey       |
| 795995 | 2008 YX32                | 31 dicembre 2008  | CSS                       |
| 795996 | 2008 YH35                | 24 novembre 2008  | Mount Lemmon Survey       |
| 795997 | 2008 YR43                | 30 novembre 2008  | Mount Lemmon Survey       |
| 795998 | 2008 YY48                | 22 dicembre 2008  | Spacewatch                |
| 795999 | 2008 YY51                | 29 dicembre 2008  | Mount Lemmon Survey       |
| 796000 | 2008 YZ55                | 30 dicembre 2008  | Spacewatch                |